# August (książę Saksonii-Gothy-Altenburga)
Emil Leopold August (ur. 23 listopada 1772 w Gocie, zm. 27 maja 1822 tamże) – książę Saksonii-Gothy-Altenburga, pisarz. Pochodził z rodu Wettynów. W chwili kiedy został monarchą jego władztwo było częścią Świętego Cesarstwo Rzymskiego Narodu Niemieckiego. Pozostawało nią do 1806. W latach 1806–1813 wchodziło w skład Związku Reńskiego (należące do niego państwa były formalnie suwerenne – mogły prowadzić politykę zagraniczną, w praktyce znajdowały się jednak pod przemożnym wpływem cesarza Francuzów Napoleona I). W 1815 zostało członkiem Związku Niemieckiego (będącego luźną konfederacją państw).
Urodził się jako drugi spośród czterech synów księcia Saksonii-Gotha-Altenburg Ernesta II i jego żony księżnej Szarlotty Sachsen-Meiningen (jego starszy brat Ernest zmarł w 1779 w wieku 9 lat). Na tron wstąpił po śmierci ojca 20 kwietnia 1804.
21 października 1797 w Ludwigsluście poślubił księżniczkę Meklemburgii-Schwerin Luizę Szarlottę (1779–1801). Para miała jedną córkę – księżniczkę Ludwikę (1800–1831), późniejszą księżną Saksonii-Coburg-Gotha.
24 kwietnia 1802 w Kassel ożenił się po raz drugi z landgrafianką Hesji-Darmstadt Karoliną Amalią (1771–1848). Z tego związku nie miał dzieci. Po śmierci monarchy jego następcą został młodszy brat Fryderyk IV.